# Korowódka dębówka
Korowódka dębówka (Thaumetopoea processionea) – gatunek niewielkiego motyla nocnego z podrodziny korowódkowatych.

## Wygląd
Przednie skrzydło osiąga długość 1,3 cm u samca i 1,6 cm u samicy. Skrzydła są brunatnoszare z niezbyt wyraźnym rysunkiem, lepiej widocznym u samca. Ciało dość krępe, ubarwione podobnie jak skrzydła.

## Środowisko, rozmieszczenie i gęstość zasiedlenia
Korowódki zamieszkują lasy dębowe niemal całej Europy (nie występują na północ od Niziny Północnoniemieckiej). Motyl ten spotykany jest rzadko i lokalnie, jedynie w niektórych latach pojawia się masowo.

## Rośliny żywicielskie
Korowódka dębówka, jak wskazuje nazwa, żywi się liśćmi dębów (Quercus sp.).

## Okres występowania

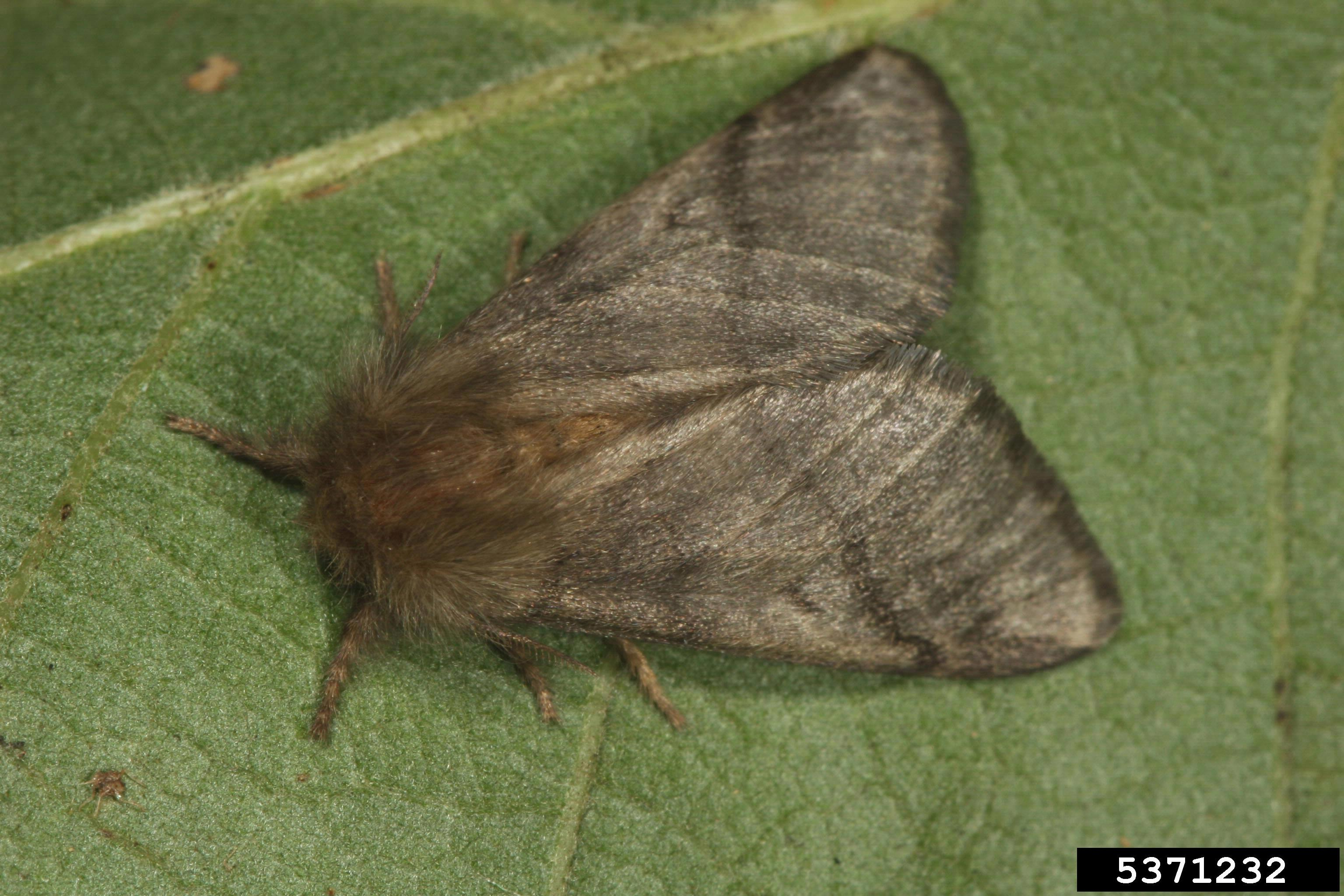
Imago

Motyl wydaje jedno pokolenie rocznie, dorosłe motyle (imago) latają w lipcu i na początku sierpnia. Zimują jaja. Gąsienice pojawiają się w maju i można je spotkać do czerwca. Od pierwszego dnia życia są chronione przez występujące na ich ciałach małe, trujące włoski, roznoszone również przez wiatr i wywołujące silne podrażnienia u ludzi i zwierząt.

## Charakterystyczne zachowanie gąsienic
Gąsienice skupiają się w ciągu dnia w kłębowiska, mogące osiągać wielkość głowy dziecka. Gdy zapada zmierzch, długimi korowodami w kilku rzędach wędrują po pniu drzewa w kierunku jego korony. Każda z nich utrzymuje kontakt dotykowy z poprzednią, a rozerwaniu się grupy zapobiega nitka przędzy. W wypadku odłączenia się pojedynczej gąsienicy, szuka ona pozostałych aż do skutku. Żerowanie trwa aż do świtu (małe liście są zjadane doszczętnie, a z dużych pozostaje unerwienie), po czym gąsienice wracają, ponownie jedna za drugą, do gniazda.